# گمینا پژتک
گمینا پژتک (به لهستانی:  Gmina Przytyk) یک گمینا در لهستان است که در شهرستان رادوم واقع شده‌است. گمینا پژتک ۱۳۴٫۱۲ کیلومتر مربع مساحت و ۷٬۰۶۷ نفر جمعیت دارد.